# Торієвий паливний цикл

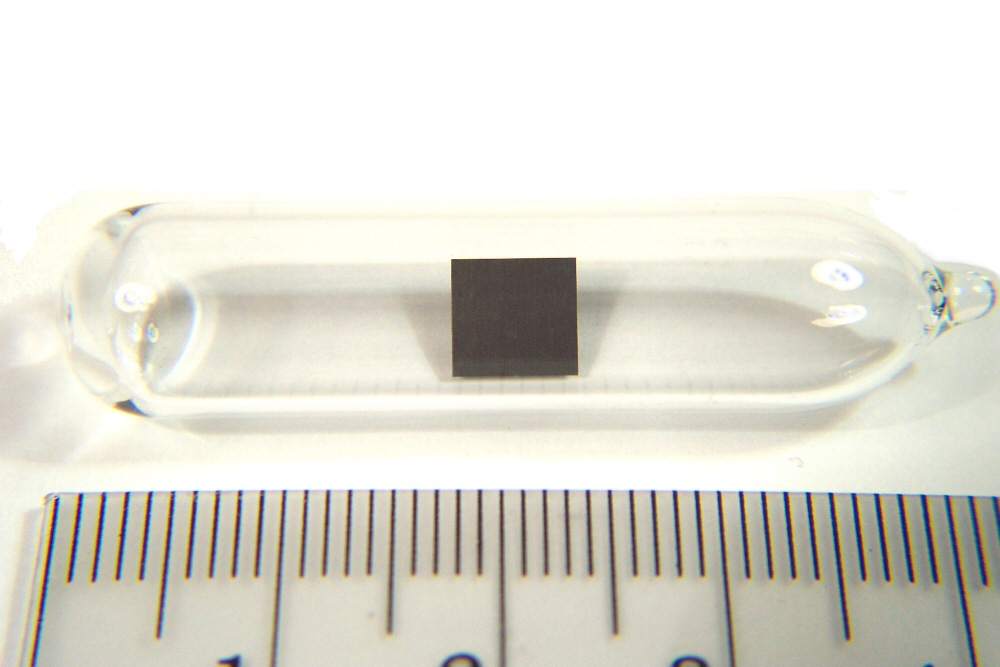
Зразок торію.

Торієвий паливний цикл — ядерний паливний цикл, який як матеріал, що розщеплюється, використовує ізотоп торію Th-232. У реакторі ізотоп Th-232 в процесі ядерної трансмутації перетворюється на штучний ізотоп, що розщеплюється, урану U-233, який є ядерним паливом. На відміну від природного урану, природний торій містить тільки слідові кількості матеріалу, що розщеплюється (наприклад, Th-231), які недостатні для ініціації ланцюгової ядерної реакції. Для ініціалізації паливного циклу в цих умовах потрібні додаткові матеріали, що розщеплюються, або додаткове джерело нейтронів. У торієвому реакторі Th-232 поглинає нейтрони і перетворюється на U-233. Цей процес аналогічний процесам на уранових реакторах-бридерах, де ізотоп урану U-238 поглинає нейтрони, утворюючи ізотоп Pu-239, що розщеплюється. Залежно від конструкції реактора та паливного циклу, що утворюється U-233 або розщеплюється на місці свого виникнення, або хімічно відокремлюється від відпрацьованого ядерного палива і використовується для виробництва нового палива.
Торієвий паливний цикл має кілька потенційних переваг у порівнянні з урановим паливним циклом, у тому числі більша доступність торію, кращі фізичні та ядерні властивості, менше утворення плутонію та актинідів, що означає кращу відповідність режиму нерозповсюдження ядерної зброї при використанні у традиційних легководних реакторах (хоча це негаразд для реакторів на розплавах солей).